# Мишаль, Люка
Люка́ Миша́ль (фр. Lucas Michal; 22 июня 2005, Бур-ла-Рен, Франция) — французский футболист, нападающий клуба «Монако».

## Клубная карьера
19 мая 2024 года Мишаль дебютировал за основную команду «Монако» в матче Чемпионата Франции против «Нанта»; «Монако» выиграл матч со счётом 4:0.